# Dulcísimo recuerdo de mi vida
Dulcísimo recuerdo de mi vida es un poema del padre Julio Alarcón, jesuita, dedicado a la Virgen del Recuerdo.

## Historia
El origen se encuentra en el Colegio de Chamartín de la Rosa (hoy de Nuestra Señora del Recuerdo, inaugurado en 1880 y regentado por los Jesuitas. Este colegio situado a las afueras de Madrid había sido una quinta perteneciente a Manuel Álvarez de Toledo, XII duque de Pastrana y conocida bajo el nombre de Quinta del Recuerdo. El duque de Pastrana donó a la Compañía de Jesús la quinta con el objetivo de que se fundara un colegio. En el caserón que sirvió de primer edificio del colegio se albergaban algunas pinturas que había formado parte de la colección de los duques de Pastrana. Entre estos se encontraba una pintura al óleo de la escuela madrileña del siglo XVII que representaba una Dolorosa, al estilo de la tallada por Gaspar Becerra. Esta imagen presidía la primitiva capilla del colegio fundado por los Jesuitas en la Quinta del Recuerdo.

El poema aparece por primera vez en Pequeñeces, novela del jesuita Luis Coloma. El poema se recoge como parte de la acción de la novela al inicio de la misma. En la novela, uno de los protagonistas de la novela, Paquito Villamelón recita el poema en el acto de entrega de los premios del colegio a final del curso. Al comenzar el niño a recitar el poema, el autor incluye la siguiente indicación:
Esta poesía es original del P. Alarcón, y fué leída en una ocasión semejante á la que describimos.
La poesía se recita en el día de la festividad de la Virgen del Recuerdo, desde principios del siglo XX. El encargado de recitarlo es un alumno del colegio.

## Descripción
El poema se compone de doce estrofas de cinco versos (quintetos). Cada quinteto es una quintilla endecasílaba con rima (ABAAB). El poema cuenta, por tanto, con 60 estrofas.
El tema es la despedida a la Virgen del Recuerdo por parte de un alumno que va a dejar el colegio. El poema se dirige directamente a la Virgen del Recuerdo y describe principalmente el amor y recuerdo de la Virgen antes de salir al mundo.

## Texto
Dulcísimo recuerdo de mi vida,
bendice a los que vamos a partir...
¡Oh, Virgen del Recuerdo dolorida,
recibe tú mi adiós de despedida,
y acuérdate de mí!

Lejos de aquestos tutelares muros,
los compañeros de mi edad feliz,
no serán a tu amor jamás perjuros:
¡conservarán sus corazones puros,
se acordarán de ti!

Mas siento de alejarme una agonía,
cual no la suele el corazón sentir...
En palabras de niño, ¿quién confía?
Temo... no sé qué temo, Madre mía,
por ellos y por mí.

Dicen que el mundo es un jardín ameno,
y que áspides oculta ese jardín...
Que hay frutos dulces de mortal veneno;
que el mar del mundo está de escollos lleno...
¿Y por qué estará así?

Dicen que por el oro y los honores,
hombres sin fe, de corazón ruin,
secan el manantial de sus amores
y a su Dios y a su patria son traidores...
¿Por qué serán así?

Dicen que de esta vida los abrojos
quieren trocar en mundanal festín;
que ellos motivan tus enojos,
y que ese llanto de tus dulces ojos
los causan ellos, sí.

Ellos, ¡ingratos!, de pesar te llenan...
¿Seré yo también sordo a tu gemir?
¡No!… Yo no quiero frutos que envenenan,
no quiero goces que a mi Madre apenan.
¡No quiero ser así!

En los escollos de esta mar bravía
yo no quiero sin gloria sucumbir;
yo no quiero que llores por mí un día,
no quiero que me llores, Madre mía...
¡No quiero ser así!

Y mientras yo responda a tu reclamo,
mientras me juzgue con tu amor feliz,
y ardiendo en este afecto en que me inflamo,
te diga muchas veces que te amo,
¿Te olvidarás de mí?

¡Ah, no, dulce recuerdo de mi vida!
Siempre que luche en peligrosa lid,
siempre que llore por mi alma dolorida,
al recordar mi adiós de despedida,
Te acordarás de mí.

Y en retorno de amor y fe sincera
jamás sin tu recuerdo he de vivir:
tuya será mi lágrima postrera…
¡Hasta que muera, Madre, hasta que muera,
me acordare de ti!

Tú en pago, Madre, cuando llegue el plazo
de alzar el vuelo al celestial confín,
estrechándome a ti con dulce abrazo,
no me apartes jamás de tu regazo.
¡No me apartes de ti!.

### Individuales
1. ↑  Coloma, 1890, p. 20.
2. ↑  Coloma, 1890, pp. 20-23.